# ECL82

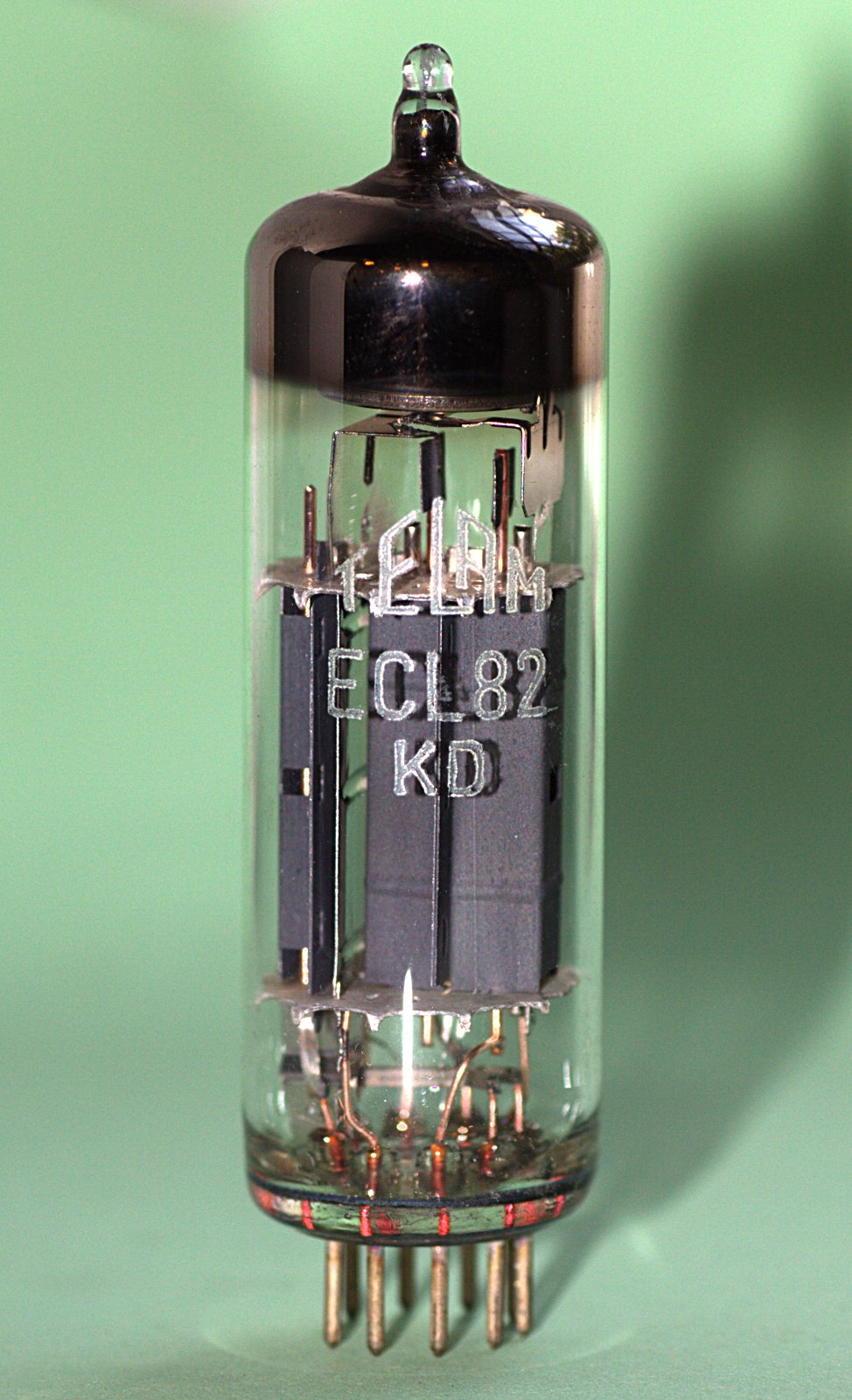
ECL82

La vàlvula ECL82 és una vàlvula doble amb un tríode i un pèntode amb base miniatura de 9 forats (B9A). Els seus equivalents són la 6BM8, 6F3P i la 6PL12.

## Especificacions
Té un consum de filament de 6,3 V 0,78 A, existeixen altres versions amb diferent filament: La PCL82 (16V 0,3 A), la UCL82 (50V 0,1 A), la LCL82 (10,7 V 0,45 A) i la XCL82 (8,2 V 0,6 A). Les seves connexions són les següents: 
Pin 1: Reixa del tríode 

Pin 2: Connexió al càtode del pèntode, la reixa supressora ia la pantalla 

Pin 3: Reixa de control del pèntode 

Pin 4: Filament 

Pin 5: Filament 

Pin 6: Anode del pèntode 

Pin 7: Reixa de pantalla del pèntode 

Pin 8: càtode del tríode 

Pin 9: Anode del tríode 

## Aplicacions
És molt utilitzada actualment com a vàlvula per amplificadors de guitarra de poca potència o amplificadors HiFi. En els televisors de blanc i negre s'utilitzava tant com amplificadora d'àudio com per vàlvula de sortida de quadre. També va ser molt utilitzada com amplificadora per Tocadiscs portàtils, però, l'aparició de la vàlvula ECL86 la va desplaçar d'aquest entorn.

## Nota
1. ↑  «ECL 82, Tube ECL82; Röhre ECL 82 ID415, Triode-Beam Power Tu». [Consulta: 26 abril 2019].